# Lennart Tillgren
Lennart Tillgren, född 12 november 1887 i Stockholm, död 3 oktober 1966 i Siljansnäs församling, Kopparbergs län, var en svensk präst. Han var bror till Josua Tillgren.
Tillgren, som var son till kassör Carl Tillgren och Laura Hansson, blev efter studentexamen i Stockholm 1905 och teologisk-filosofisk examen 1906, teologie kandidat vid Uppsala universitet 1909. Han prästvigdes för Ärkestiftet samma år, blev pastorsadjunkt i Ovansjö församling 1909, komminister i Vätö och Björkö-Arholma församlingar 1910, i Bollnäs församling 1917, var vice pastor där 1924–1925 och kyrkoherde där 1942–1956 samt kontraktsprost i Voxnans kontrakt 1953–1956. Han var ordförande i Bollnäs barnavårdsnämnd 1918–1937 och Svenska Kyrkans Sjömansvårdstyrelses stiftsombud.
Tillgren skrev bland annat Tre eviga Jesusord: Höra, tro, leva (1951).